# 沙塞 (科多尔省)
沙塞（法語：Chassey，法語發音：[ʃasɛ]）是法国科多尔省的一个市镇，属于蒙巴尔区。

## 地理
沙塞（47°28'34"N, 4°26'43"E）面积6.65 平方千米，位于法国勃艮第-弗朗什-孔泰大區科多尔省，该省份为法国中东部省份，北起奥布省，西接涅夫勒省和约讷省，南至索恩-卢瓦尔省，东南接汝拉省，东临上索恩省，东北部与上马恩省接壤。
与沙塞接壤的市镇（或旧市镇、城区）包括：普耶奈、圣厄夫罗纳、马尼城、马里尼勒卡韦。

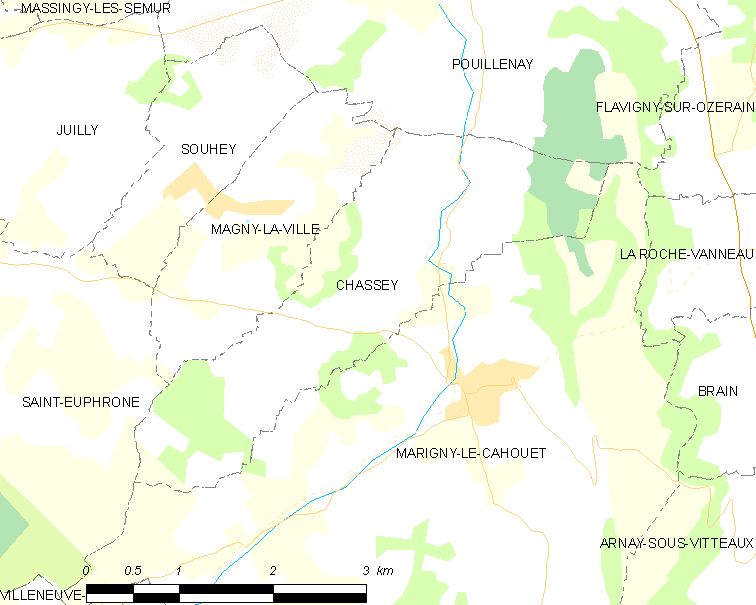
的OSM定位图

沙塞的时区为UTC+01:00、UTC+02:00（夏令时）。

## 行政
沙塞的邮政编码为21150，INSEE市镇编码为21151。

## 政治
沙塞所属的省级选区为欧苏瓦地区瑟米尔县。

## 人口

1962-2008年间人口变化图示

沙塞于2022年1月1日时的人口数量为92人。